# Seattle Storm 2012
La stagione 2012 delle Seattle Storm fu la 13ª nella WNBA per la franchigia.
Le Seattle Storm arrivarono seconde nella Western Conference con un record di 16-18. Nei play-off persero la semifinale di conference con le Minnesota Lynx (2-1).

## Roster
| N° | Naz.                   | Ruolo | Sportivo            | Anno | Alt. | Peso |
| -- | ---------------------- | ----- | ------------------- | ---- | ---- | ---- |
| 7  | Stati Uniti (bandiera) | A     | Tina Thompson       | 1975 | 188  | 81   |
| 10 | Stati Uniti (bandiera) | G     | Sue Bird            | 1980 | 175  | 68   |
| 11 | Polonia (bandiera)     | AC    | Ewelina Kobryn      | 1982 | 191  | 95   |
| 12 | Belgio (bandiera)      | C     | Ann Wauters         | 1980 | 193  | 88   |
| 14 | Stati Uniti (bandiera) | G     | Katie Smith         | 1974 | 180  | 79   |
| 15 | Australia (bandiera)   | AC    | Lauren Jackson      | 1981 | 196  | 85   |
| 20 | Stati Uniti (bandiera) | A     | Camille Little      | 1985 | 188  | 82   |
| 25 | Russia (bandiera)      | A     | Svetlana Abrosimova | 1980 | 188  | 77   |
| 30 | Stati Uniti (bandiera) | G     | Tanisha Wright      | 1983 | 180  | 75   |
| 32 | Stati Uniti (bandiera) | A     | Alysha Clark        | 1987 | 178  | 76   |
| 34 | Stati Uniti (bandiera) | A     | Victoria Dunlap     | 1989 | 185  | 73   |
| 40 | Stati Uniti (bandiera) | GA    | Shekinna Stricklen  | 1990 | 188  | 81   |

## Staff tecnico
- Allenatore: Brian Agler
- Vice-allenatori: Jenny Boucek, Nancy Darsch
- Preparatore atletico: Tom Spencer
- Preparatore fisico: Melissa Hardin